# Кустец, Симона
Симона Кустец Липицер (словен. Simona Kustec Lipicer, род. 19 июня 1976, Камник, СФРЮ) — словенский политолог, политический и государственный деятель. Доктор философии. Член Партии современного центра. В прошлом — министр образования, науки и спорта Словении (2020—2022).

## Биография
Родилась 19 июня 1976 года в Камнике.
В 2014 году приняла приглашение Мирослава Церара присоединиться к его партии, созданной 2 июня того же года и стала заместителем председателя партии. На выборах 13 июля 2014 года избрана депутатом Государственного собрания Словении VII созыва и в 2014—2018 гг. возглавляла парламентскую группу партии.
Была приглашенным экспертом в подготовке программы Альянса либералов и демократов за Европу (ALDE) при подготовке к выборам в Европейский парламент 2019 года.
Работала профессором на кафедре политического анализа и государственного управления факультета общественных наук и исследователем в Центре политологических исследований Люблянского университета в 2019/2020 академическом году. В 2019/2020 академическом году также читала лекции в Венецианском международном университете.
13 марта 2020 года получила портфель министра образования, науки и спорта в правительстве во главе с премьер-министром Янезом Яншей, сформированном 13 марта 2020 года.
Является автором более 400 научных работ по различным вопросам, опубликованных ведущими словенскими и международными академическими изданиями.